# Albertine Ledoux
Pour les articles homonymes, voir Ledoux.
Albertine Ledoux est une nageuse française née en 1911, spécialisée en dos. Elle est la sœur de Marguerite Ledoux.
Elle est championne de France de natation sur 100 m dos en 1925 et 1926.